# William Leonard Hunt

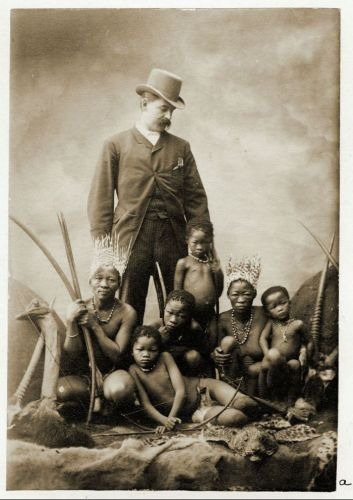
William Leonard Hunt

William Leonard Hunt, także Guillermo Antonio Farini, „Wielki Farini”  (ur. 10 czerwca 1838 w Lockport w stanie Nowy Jork, zm. 17 stycznia 1929) – amerykański cyrkowiec, akrobata, przedsiębiorca, pisarz i wynalazca.

## Życiorys
Z pochodzenia był Kanadyjczykiem, jego rodzice przybyli do USA z Port Hope w Ontario i ponownie wrócili tam, gdy William Leonard miał kilka lat. Hunt od wczesnej młodości występował jako cyrkowiec, w 1860 roku przeszedł na linie nad wodospadem Niagara. W 1866 roku wyjechał do Londynu, gdzie w latach 1877–1884 był menadżerem tamtejszego Royal Aquarium. Organizował liczne przedstawienia i pokazy, sprowadził m.in. Buszmenów, których pokazywał na scenie, zaś 2 kwietnia 1877 roku zademonstrował jedno z pierwszych na świecie urządzeń do wystrzeliwania człowieka w powietrze, posyłając czternastoletnią Rosę Richter na ponad dwadzieścia metrów w górę.
Zmęczony życiem scenicznym i zachęcony pogłoskami o afrykańskich diamentach, w 1885 roku wyruszył z ekspedycją na pustynię Kalahari. Po powrocie opublikował w 1886 roku wspomnienia z podróży pod tytułem  Through the Kalahari Desert: A Narrative of a Journey with Gun, Camera, and Note-book to Lake N’Gami and Back. Jak twierdził, wśród piasków Kalahari odkrył potężne ruiny starożytnego miasta, wzniesionego przez nieznaną dotąd dawną cywilizację. Informacje te odbiły się pewnym echem, nigdy jednak nie zostały przez nikogo potwierdzone i uważane są współcześnie za wytwór wyobraźni autora.
Po powrocie z Afryki Hunt imał się wynalazczości (zgłosił ponad 40 patentów) i ogrodnictwa, później prowadził kilka biznesów, dorabiając się sporego majątku. W 1899 roku osiadł w Toronto, zaś w 1910 roku wyjechał do niemieckiego Drezna. Jako obywatel amerykański został w 1917 roku, po wypowiedzeniu Niemcom wojny przez USA, internowany. W 1920 roku wrócił do Kanady.